# カマエル
カマエル（Chamael, Chamuel, Camael, Kamael）は、「神を見る者」という意味の名をもつ大天使で、チャミュエルとも言われる。14万4千もの能天使の指揮官とも、1万2千もの「破壊の天使」を率いているともされる。火曜日の守護天使であるともいわれる。
神の力を象徴しており、神の立てた正義を前提にして、神に敵対する者達を容赦なく攻撃するといわれている。ヤコブと格闘した天使とも、ゲッセマネにおいて受難を予期したイエスを励ました天使ともいわれる。
その攻撃的な性格から、オカルト教義では堕天使や岩にうずくまる豹の姿をした地獄の悪魔として扱われることがあったとされ、そのことから「赤い豹」という通り名で呼ばれたともいわれる。
火星に関連づけられ、蠍座（天蠍宮）の天使でもある。
モーセが神から律法を受け取る為に天に登った際に門番として行く手を阻んだが、モーセの偉大さを認めて門を開けたといわれる（モーセに殺されたという説も）。
ドルイドの神話では戦の神となっている。（ドルイドは滅多に天使について語らないが、カマエルは戦いの天使だと明言している。）『天使の世界』マルコム・ゴドウィン著，大瀧啓裕訳（青土社）より引用